# Likiep
Likiep est un atoll des îles Marshall.
Likiep est composé de 65 îlots couvrant une superficie de 10,26 km2, entourant un lagon de 424 km2 de superficie. Il fait partie de la chaîne de Ratak. Il est habité par 401 personnes. 
Bien que son point le plus haut ne culmine qu'à 10 mètres au-dessus du niveau de la mer, il s'agit du point culminant du pays. Ce sommet ne porte pas de nom.

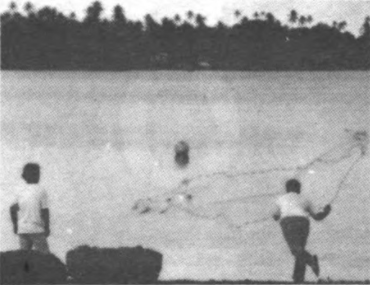
Scène de pêche dans le lagon dans les années 1990.